# Mammifère marin
Un mammifère marin est un mammifère identifié à l'eau de mer, lié à un écosystème ou un biotope marin avec des caractéristiques hydromorphologiques spécifiques à cette vie aquatique. Ils font partie des mammifères aquatiques qui incluent aussi les espèces dulcicoles.
Comme chez les mammifères terrestres, la respiration est aérienne et contrôlable ; ils ne peuvent vivre sans respirer à la surface. Ils plongent donc en apnée et remontent régulièrement pour respirer. Leur réflexe d'immersion est très prononcé. De plus, ils ont le sang chaud (homéotherme ou endotherme), portent leurs petits dans leur ventre (vivipare) et pour finir ils allaitent leurs petits. À l'exception des loutres ils possèdent, comme les poissons, des nageoires.
Les biologistes dénombrent 134 espèces de mammifères marins dans le monde (dont 5 déjà éteintes). Ils sont presque tous et presque partout menacés ou en voie de régression. Des programmes de conservation ont été mis en place. Plusieurs aires marines protégées leur sont réservées, dont le sanctuaire Pelagos, qui résulte d'un accord signé en 1999 par la France, l'Italie et Monaco pour la protection des mammifères marins qui le fréquentent, de même que l'estuaire du Saint-Laurent au Québec.
Certains mammifères marins peuvent être observés en aquariums publics ou en oceanariums, et une forme d'écotourisme parfois intégrée à des programmes de sciences participatives leur est consacrée, avec notamment l'observation des baleines.

## Histoire évolutive

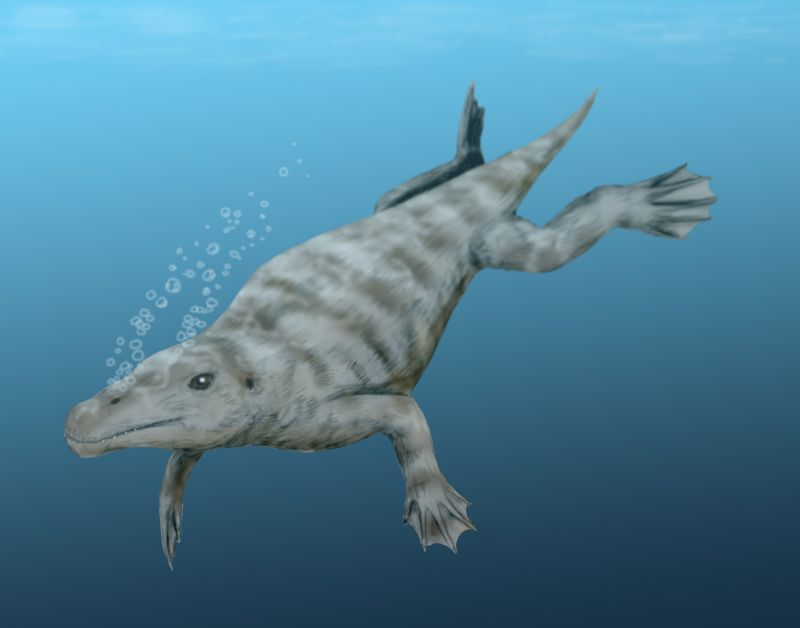
L'apparence actuelle des Cétacés résulte d'une adaptation extrêmement poussée de mammifères terrestres et quadrupèdes en mammifères amphibies à la peu efficace, puis en mammifères aquatiques qui perfectionnent leurs techniques de nage (ici qui nageait en utilisant ses pattes arrière).

L'extinction Crétacé-Tertiaire il y a 66 millions d'années provoque un remaniement complet des faunes mondiales, caractérisé notamment par la disparition des dinosaures non aviens et l'explosion radiative des mammifères placentaires. Quatre lignées de ces mammifères (Cétacés, Siréniens, Pinnipèdes et Lutrinae) qui étaient sorties des eaux retournent alors dans le milieu marin il y a environ 50 millions d’années. La conquête de ce milieu s'accomplit grâce à de multiples adaptations, notamment au niveau du système de locomotion et des poumons. Leurs membres antérieurs se transforment en palettes natatoires tandis que leurs membres postérieurs se transforment également en palettes ou peuvent régresser. Leur queue s'atrophie ou se développe en nageoire caudale. Revenus secondairement à la vie marine, ces mammifères (avec leurs caractéristiques : poumons, mise-bas, allaitement, pilosité, homéothermie) n'ont pas récupéré leurs anciennes branchies qui n'existent plus que sous forme de vestige embryonnaire (structures vestigiales des arcs branchiaux donnant chez les hommes la région mandibulaire, le méat acoustique de l'oreille externe, la caisse du tympan et la trompe d'Eustache de l'oreille moyenne) ; c'est leur système respiratoire pulmonaire qui s'est modifié de telle façon qu'un séjour en plongée leur soit possible (flexibilité notamment de la cage thoracique qui peut, sous l'effet de la pression, s'aplatir et comprimer l'air des poumons). Leurs adaptations physiologiques à la plongée en apnée résultent également de convergences évolutives. Elles leur permettent de pallier l'absence d'oxygénation durant la plongée et de faire de longues apnées : hématocrite élevé, réduction de leur fréquence cardiaque (phénomène de bradycardie), circulation sanguine concentrée dans le cœur, le cerveau, les poumons et l'utérus gravide (phénomène de vasoconstriction différentielle des vaisseaux sanguins).

## Typologie

### Animaux totalement inféodés à l'eau
Ce sont les cétacés, qui sont carnivores, et les siréniens, qui sont herbivores.
- Les cétacés, ou baleines, ne forment pas un groupe homogène[8]. On distingue :
  - les baleines à fanons ou mysticètes, qui comprennent les rorquals, les baleines franches, la baleine grise et la baleine pygmée ;
  - les baleines à dents ou odontocètes, qui comprennent les cachalots, les dauphins (dont l'orque et les globicéphales), les marsouins, les baleines à bec, le béluga et le narval.
- Les siréniens comprennent :
  - les lamantins ;
  - le dugong.

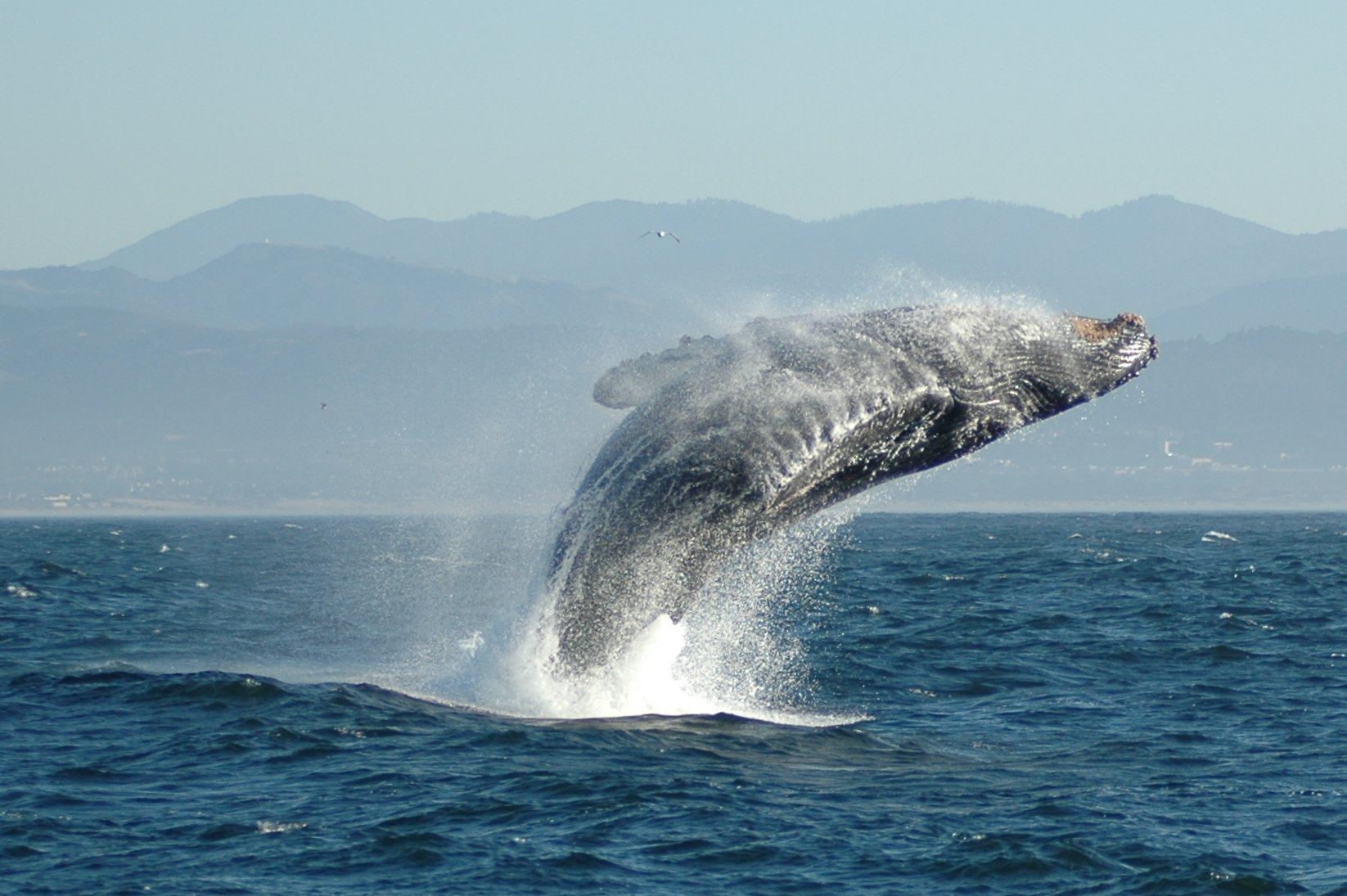
Une baleine à bosse
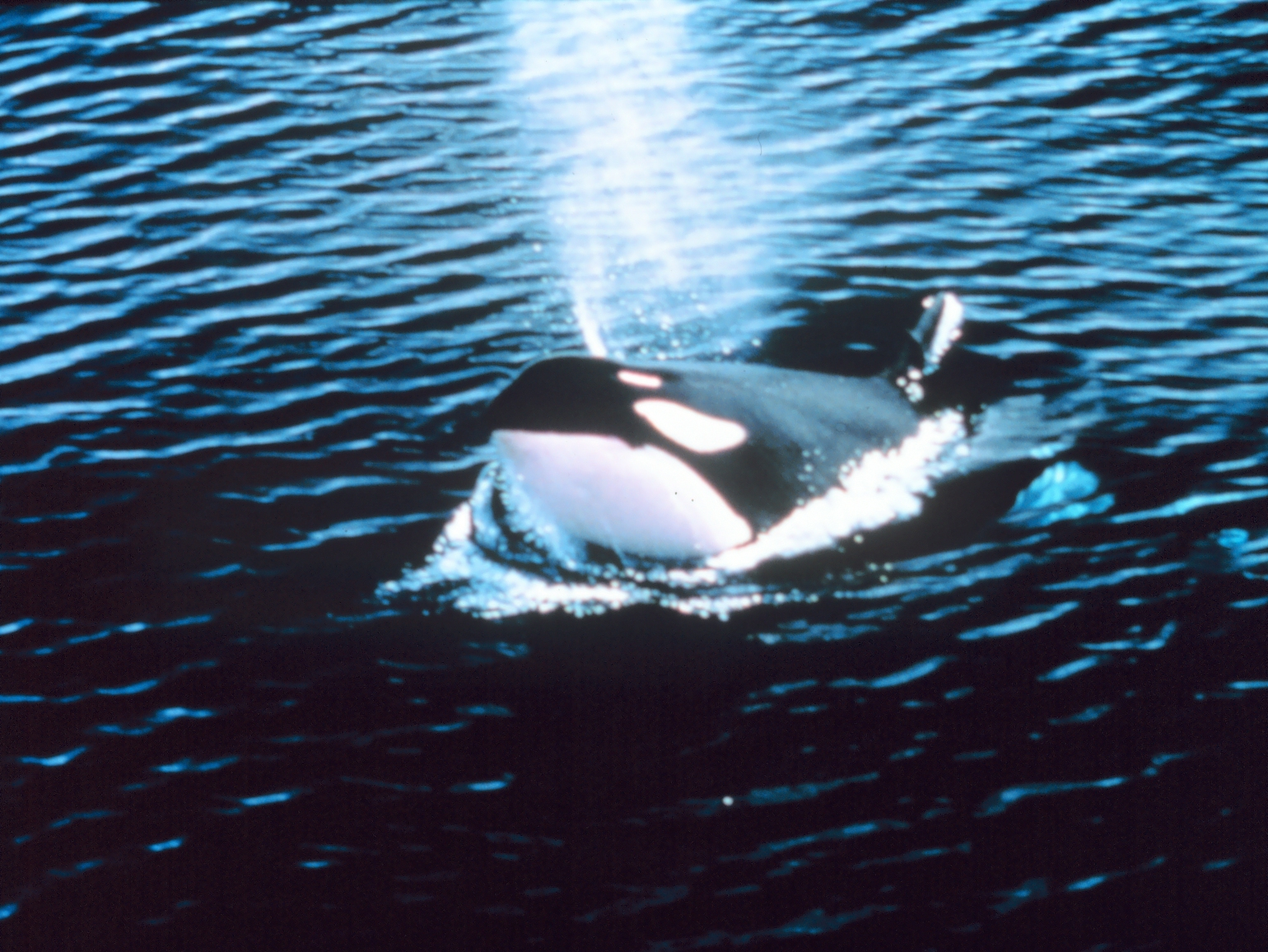
Une orque
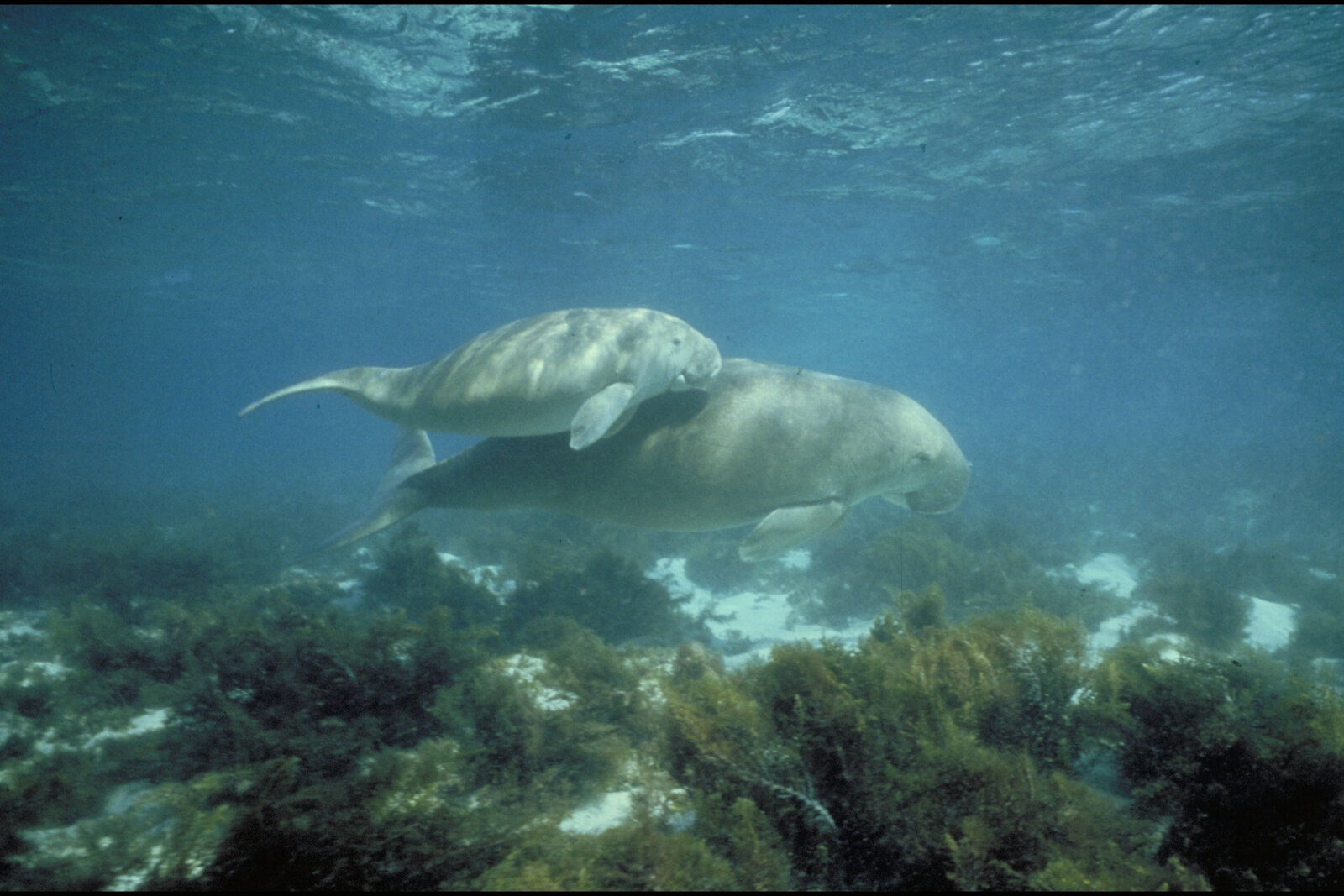
Un dugong et son petit

### Animaux partiellement liés à l'eau
Ils sortent de l'eau pour se reposer ou mettre leurs petits au monde ; ils sont carnivores. Il s'agit des pinnipèdes (phoques, otaries et morses) et de certaines loutres, dont les quatre membres fortement raccourcis se sont transformés en palettes natatoires :
- les phoques (dont les veaux marins, les éléphants de mer et le léopard de mer) ;
- les otaries (dont les otaries à fourrure et les lions de mer) ;
- les morses ;
- la loutre de mer et la loutre marine.

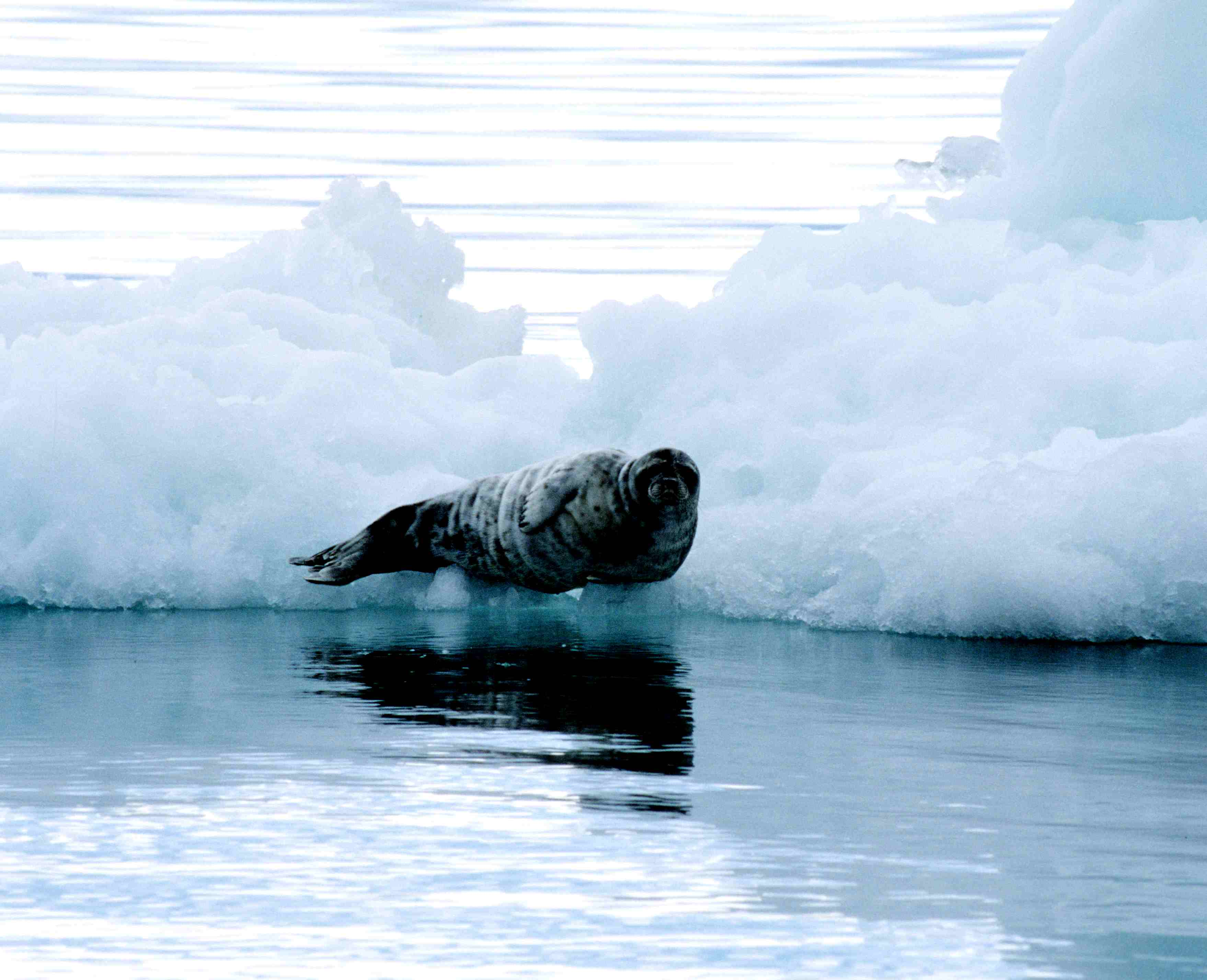
Un phoque barbu
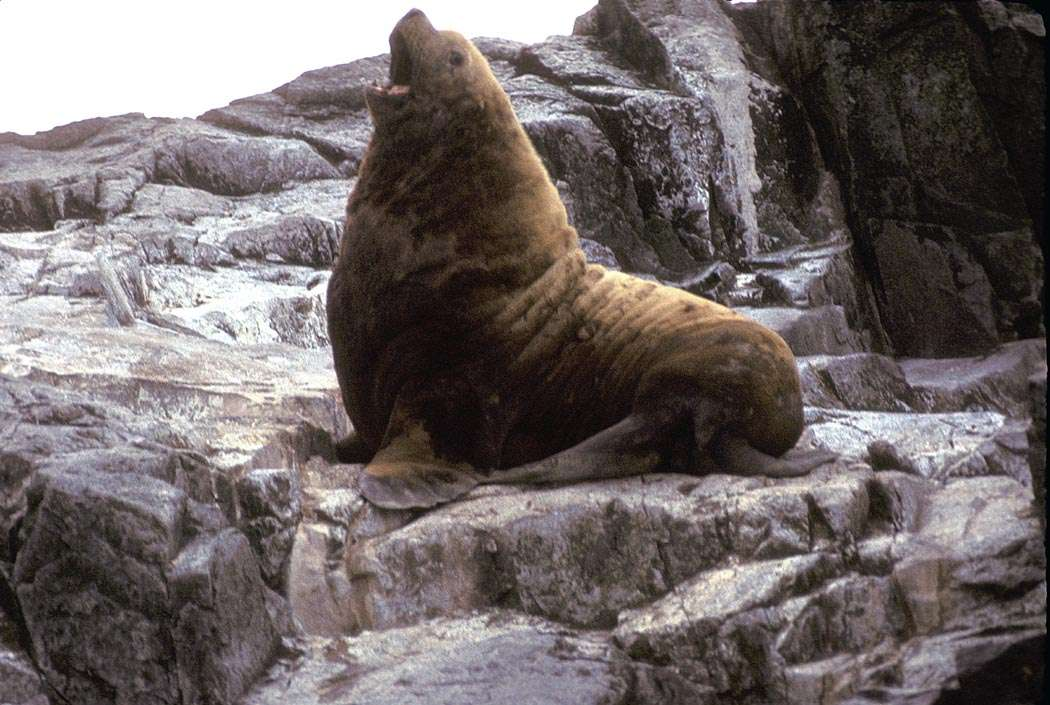
Une otarie à fourrure
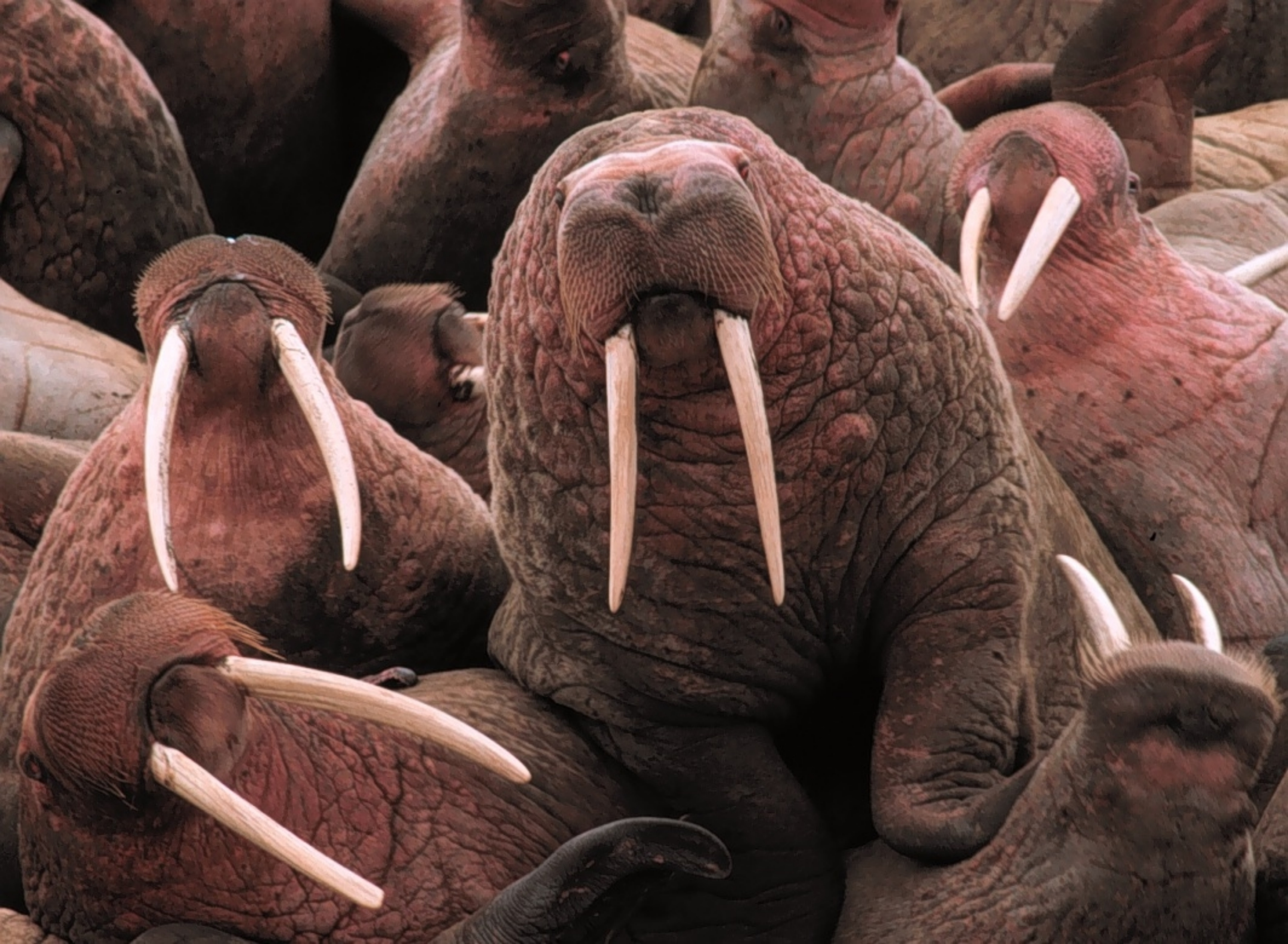
Des morses
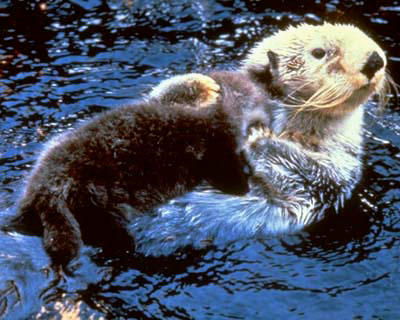
Une loutre de mer

## Adaptations anatomiques
Les contraintes du milieu aquatique (notamment la viscosité de l'eau) sélectionnent, chez les mammifères totalement inféodés à l'eau, les individus dotés d'une morphologie hydrodynamique qui minimise au mieux les frottements : corps fusiforme, renflé dans sa partie centrale, mais aminci à l'approche de la nageoire caudale ; partie antérieure de la colonne vertébrale dans le prolongement du crâne ; réduction du cou ; organe de stabilisation (nageoire dorsale appelée aileron), de changement de direction (palettes natatoires issues de la transformation des membres antérieurs, tandis que les membres postérieurs raccourcissent ou disparaissent) et de propulsion (nageoire caudale horizontale des cétacés et siréniens).

## Adaptations physiologiques

### Thermorégulation
La thermorégulation par limitation des déperditions de chaleur est assurée grâce à un système d'échange à contre-courant ou par une meilleure isolation grâce au développement d'un pelage très épais ou au développement d'une épaisse couche de graisse sous-cutanée, voire les
deux. Le milieu marin impose des pressions sélectives plus fortes que le milieu terrestre, limitant notamment la gigantothermie (appelée aussi homéothermie ectotherme). Le contrôle de la taille résulte, selon le principe d'allocation des ressources, d'un compromis évolutif entre obtenir suffisamment de nourriture et produire suffisamment de chaleur corporelle pour conserver cette homéothermie.

### Osmorégulation
L'eau de mer est un milieu hypertonique, c'est-à-dire que les cellules des organismes marins doivent sans cesse lutter contre la perte naturelle de leur eau. Cette lutte nécessite une adaptation au moins aussi poussée que celle des mammifères vivant dans les zones très arides. Les mammifères marins doivent boire de l'eau de mer et évacuer les sels qu'ils absorbent en grande quantité. Les cétacés en boivent cependant très peu, selon une étude de 1970, entre 4,5 et 13 ml par kg et par jour. Cette aptitude à garder un taux de sels réduit est étudiée depuis plus d'un siècle, mais la plupart des études portent sur les pinnipèdes . Les mécanismes observés sur ces groupes d'espèce sont assez différents.
Les pinnipèdes, et les loutres de mer produisent des urines dont la concentration en sel est supérieure à celle de l'eau de mer et ils adaptent cette concentration à celle de la salinité ambiante. Mais sauf exception, ces espèces ne règlent pas leur concentration interne en sels par l'absorption de mer.
Seuls parmi les mammifères, les reins des cétacés, des pinnipèdes, des loutres ou des ours ont une structure réniculée. Ces reins sont constitués d'une multitude de petits lobes qui contiennent des tissus corticaux et une pyramide rénale insérée dans un seul calice. Chez les lamantins, les reins sont superficiellement lobés, sans de réel rénicule. La morphologie des reins de ces derniers dépend beaucoup de leur environnement, souvent moins salé que celui des autres mammifères marins. La structure des reins ne permet pas d'expliquer leur performance, qui est vraisemblablement due au mécanisme de régulation hormonal de la concentration d'urine.

### Accès aux grandes profondeurs
En général, les mammifères marins ont une plus grande flexibilité de la cage thoracique qui peut, sous l'effet de la pression, s'aplatir et comprimer l'air des poumons. Ils ont proportionnellement des plus petits poumons que les autres mammifères. Ainsi, ils emmènent moins d'air quand ils plongent et plongent d'autant plus facilement que leur masse volumique est plus élevée. Les humains qui plongent en bouteilles ajoutent des plombs à leur accessoires pour arriver à descendre. En revanche, les muscles de la cage thoracique entourant les poumons permettent de compresser fortement ces derniers, permettant une meilleure utilisation de leur volume pulmonaire. Les cétacés le chargent à 80 à 90 % à chaque respiration, alors que l'homme ne le fait qu'à 15 %. Lors de la descente, l'air vicié repasse du sang aux poumons, évitant aux gaz de stationner dans le système sanguin. Les cétacés ou les phocidés accumulent peu d'azote dans leur sang lors des plongées, ils semblent le rejeter en expirant à grandes profondeurs. Il semble que les Grands Cachalots sécrètent également une « huile » fixant l'azote du sang. Ainsi, ils ne craignent pas l'ivresse des profondeurs et ne sont que rarement victimes d'accidents de décompression.
Comme chez les plongeurs professionnels humains, on peut observer une ostéonécrose, c'est-à-dire une nécrose des tissus cartilagineux au niveau des articulations. C'est une conséquence de l'accumulation de l'azote, des minuscules accidents de décompression. Certains experts estiment que les grands cachalots qui peuvent plonger à plus de 2 500 mètres pendant plusieurs heures observent des paliers de décompression.

### Sommeil
Les groupes de mammifères marins, c'est-à-dire les cétacés, les siréniens et les pinnipèdes (otaries, morses et phoques) adoptent des stratégies différentes. Celle des cétacés est la plus éloignée de celle des animaux terrestres. Leur respiration est contrôlée, non réflexe ; aussi ne semblent-ils pas entrer dans un sommeil paradoxal, un hémisphère de leur cerveau reste actif, contrôlant les mouvements et surveillant les alentours avec leur œil resté ouvert. Ils remontent régulièrement à la surface, on parle de « billotage ». Les nouveau-nés semblent ne pas pouvoir dormir avant quelques semaines. Le cerveau des autres espèces est au repos, unilatéralement. Les phoques dorment profondément et se réveillent à intervalles réguliers pour respirer à la surface. Les otaries dorment, quant à elles, dans une position spéciale qui leur permet de garder le museau hors de l'eau.

## Menaces

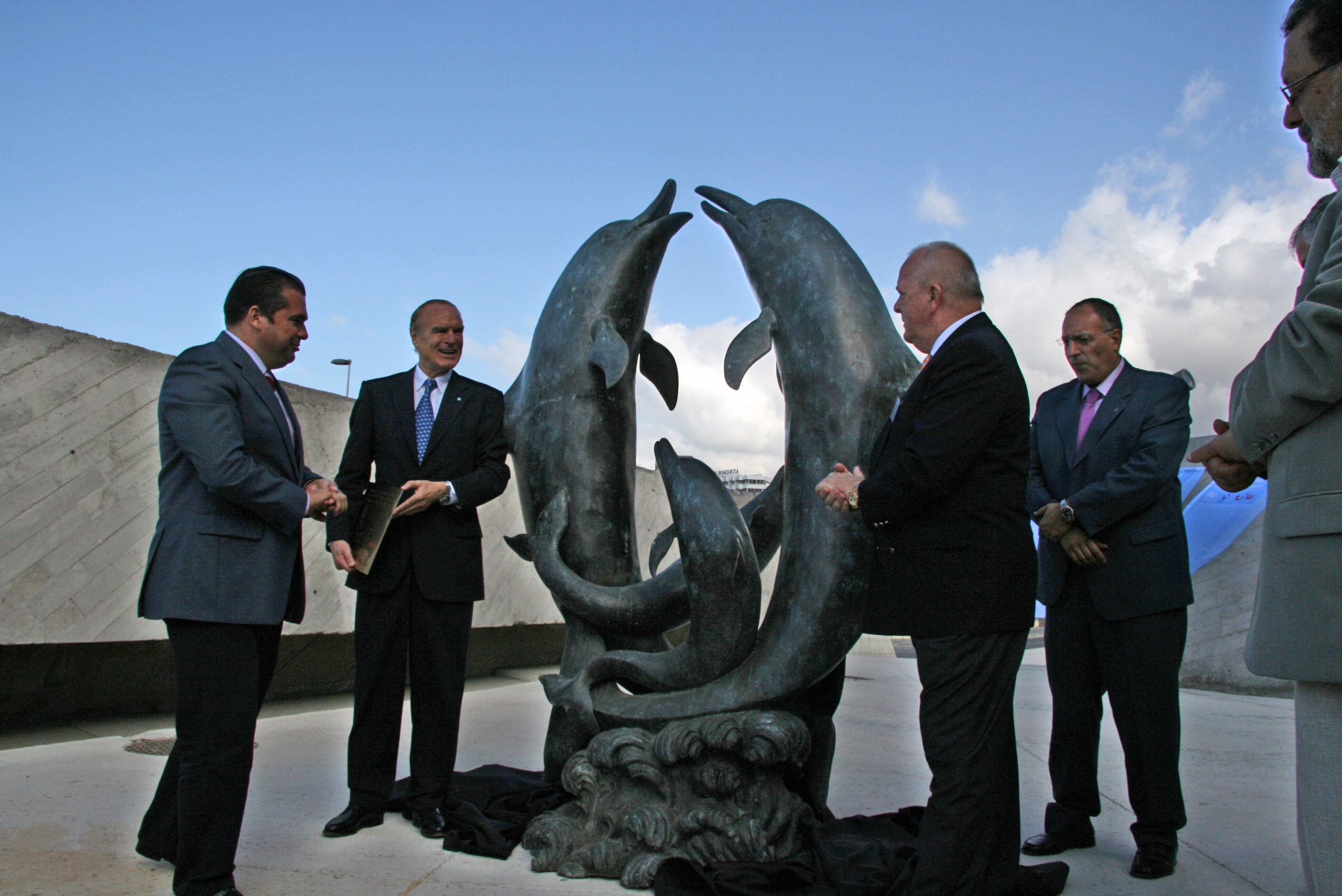
Inauguration d'une sculpture à l'occasion de la première réunion de négociations pour le développement du "West African Aquatic Mammals MoU", dit "WATCH I" (Western African Talks on Cetaceans and their Habitats), relatif à la protection des cétacés et de leurs habitats en Afrique de l'ouest à Adeje sur l'île de Tenerife en Espagne, en octobre 2007.

Ils sont facilement involontairement (volontairement parfois) capturés dans les filets ou pris dans des filets perdus en mer. Ils sont victimes de la raréfaction de leur nourriture du fait de la surpêche ou de la pêche minotière.
Les mammifères marins sont en outre des prédateurs. Selon qu'ils sont prédateurs plutôt primaires (ex. : baleines grandes consommatrice de zooplancton) ou tout à fait (ex. : dauphins, orques, cachalots des prédateurs de prédateurs…), ils concentrent plus ou moins de nombreux polluants (métaux lourds et métalloïdes,, radionucléides, pesticides, dioxines, furanes et autres polluants organiques) accumulés le long de la chaine alimentaire dans le réseau trophique (phénomènes de bioconcentration). Certains de ces produits sont reprotoxiques ou perturbateurs endocriniens et leur effet sur les mammifères marins est encore mal évalué. Ces polluants peuvent aussi altérer leur immunité (favorisant par exemple des infections à morbillivirus, source d'emphysèmes mortels). Ils dégradent leur système rénal (néphropathie), cardiaque (néphro-pneumo-cardiopathie) et leur système respiratoire, en provoquant des atélectasies avec foyers d'alvéoles pulmonaires collabées, induits par des « facteurs obstructifs en amont (cancer, asthme, infections ». Ces pathologies sont associés à une augmentation de la fréquence des échouages chez les dauphins les plus contaminés par des métaux tels que le plomb, le mercure et le cadmium. Ainsi, en 1988, environ 75 % des phoques veaux marins de mer du Nord sont morts d'une infection virale, de même qu'en mer Baltique, soit environ 17 000 individus morts au total.
Ces mammifères ont une ouïe très développée qui les rend sensibles à la pollution sonore et tout particulièrement aux explosions sous-marines (par exemple provoquées lors des études de sismique pour la géologie et la recherche gazière et pétrolière, ou par le pétardage de munitions anciennes en mer lors d'opération de déminage, ou lors d'exercices militaires, ou lors de travaux publics littoraux ou marins).
Ces animaux pourraient également être de plus en plus exposés à des fuites émanant des dépôts de munitions immergées créés après les guerres mondiales dans un grand nombre de pays. Il faut environ 80 ans pour que les phénomènes de corrosion des obus soient assez avancés pour que ces fuites deviennent importantes.

### Relation avec les pêcheurs
Les mammifères marins ont été massivement chassés, jusqu'à amener certaines espèces à l'extinction comme la rhytine de Steller. Depuis les années 1950, la chasse aux cétacés s'est beaucoup réduite, tandis que la chasse aux phoques, aux morses et aux otaries ne s'est ralentie qu'à partir de la fin des années 1970.
Pour les pêcheurs, ces animaux, presque tous carnivores à l'exception des siréniens, sont des concurrents, et à ce titre, sont mal perçus. Il existe pourtant, localement, des associations entre les pêcheurs et certains cétacés, comme au Sénégal ou les dauphins et les pêcheurs pêchent en commun, chacun y trouvant son intérêt.
Des pingers (émetteurs de sons désagréables pour des cétacés) peuvent éloigner les dauphins des filets où ils viennent parfois manger des poissons au risque de se faire prendre, mais peu de pêcheurs les utilisent à ce jour.

### Sonars
Des experts estiment que les sonars à moyenne fréquence peuvent provoquer une surdité temporaire des baleines et les inciter à s'échouer sur le rivage. Les sonars militaires à basse fréquence (inférieure à 1 000 Hz) sont également incriminés.
Une cour de Los Angeles a stipulé en août 2007 que les navires militaires américains devaient réduire le niveau de ces sonars et les éteindre lorsqu'un mammifère marin se trouvait dans un rayon de deux kilomètres. Un jugement invalidé le 12 novembre 2008 par la cour suprême des États-Unis.